# Pilchy (wieś)
Pilchy (niem. Pilchen) – wieś w Polsce, położona w województwie warmińsko-mazurskim, w powiecie piskim, w gminie Pisz. W latach 1975–1998 miejscowość administracyjnie należała do województwa suwalskiego.
Miejscowość Pilchy jest położona na brzegu jeziora Roś. Zlokalizowana jest tu Stacja Hydrobiologiczna Uniwersytetu Warszawskiego, w której prowadzone są badania naukowe i zajęcia dla studentów. W Pilchach znajduje się również kilka gospodarstw agroturystycznych.

## Historia
Wieś powstała w ramach kolonizacji Wielkiej Puszczy. Wcześniej był to obszar Galindii. Wieś ziemiańska, dobra służebne w posiadaniu drobnego rycerstwa (tak zwani wolni, ziemianie w języku staropolskim), z obowiązkiem służby rycerskiej (zbrojnej).
W 1465 r., w trakcie trwania wojny trzynastoletniej (1454–1466), przywilej lokacyjny wystawił prokurator piski Ulryk Ottenberger za wiedzą wielkiego mistrza Ludwika von Erlichshausena, na prawie chełmińskim i bez wolnizny. Dobra na ostrów zwany Pilchy, liczący 16 łanów nad jeziorem Roś, otrzymali: Tomek i Janik Pilchowie z obowiązkiem jednej służby zbrojnej. Jednocześnie zezwolono Pilchom na budowę karczmy. Nazwisko Pilch wymieniane jest w dokumentach już w roku 1436 i 1438. Prawdopodobnie osada istniała już wcześniej (na co wskazuje także brak wolnizny) i przyjęła nazwę od założycieli. Pilchowie pochodzili z rycerskiego rodu. W okolicach nazwisko to pojawia się w dokumentach także w roku 1446.
W XV w. wieś należała do parafii piskiej.